# Landtag (Liechtenstein)
Landtag des Fürstentums Liechtenstein, Landtag (pol. Sejm Krajowy Księstwa Liechtenstein lub Parlament Stanowy Księstwa Liechtenstein) – jednoizbowy parlament, organ władzy ustawodawczej Księstwa Liechtenstein. Parlament składa się z 25 deputowanych wybieranych w powszechnym, równym, tajnym i bezpośrednim głosowaniu w ordynacji proporcjonalnej.

## Historia

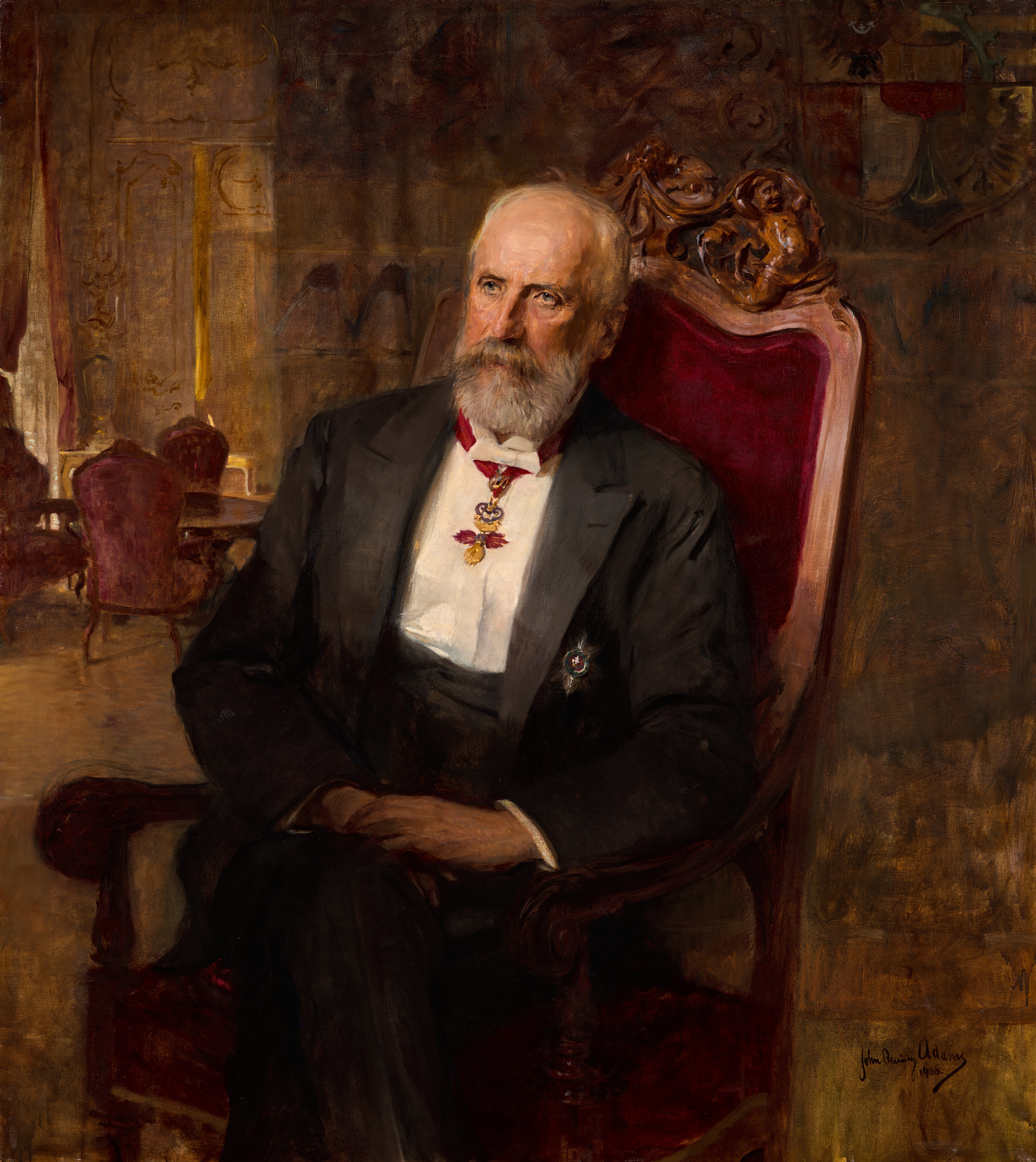
Jan II Dobry, książę Liechtensteinu, za którego kadencji przeprowadzono dwie reformy, poszerzające kompetencję Landtagu.

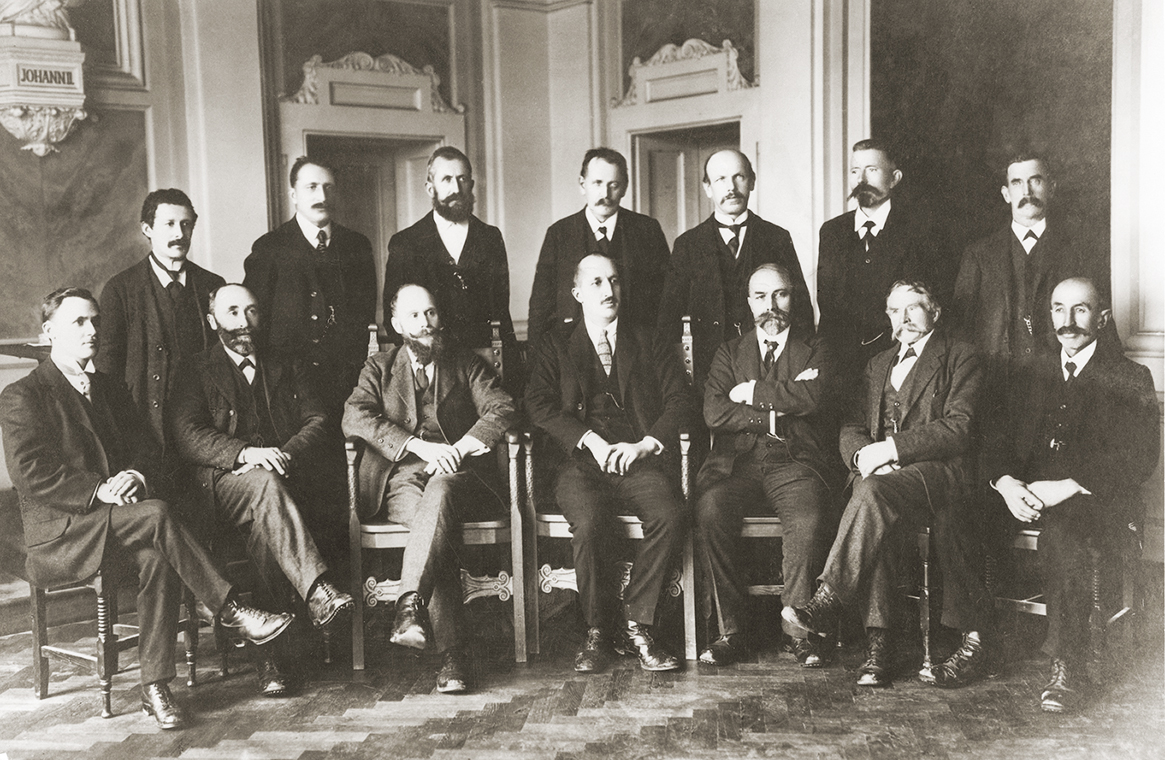
Skład Landtagu w 1921 roku. Na zdjęciu widoczni m.in. premier Josef Ospelt czy przewodniczący Landtagu Fritz Walser. Na zdjęciu nie ma jednak najważniejszych działaczy Volkspartei – Gustava Schädlera i Wilhelma Becka.

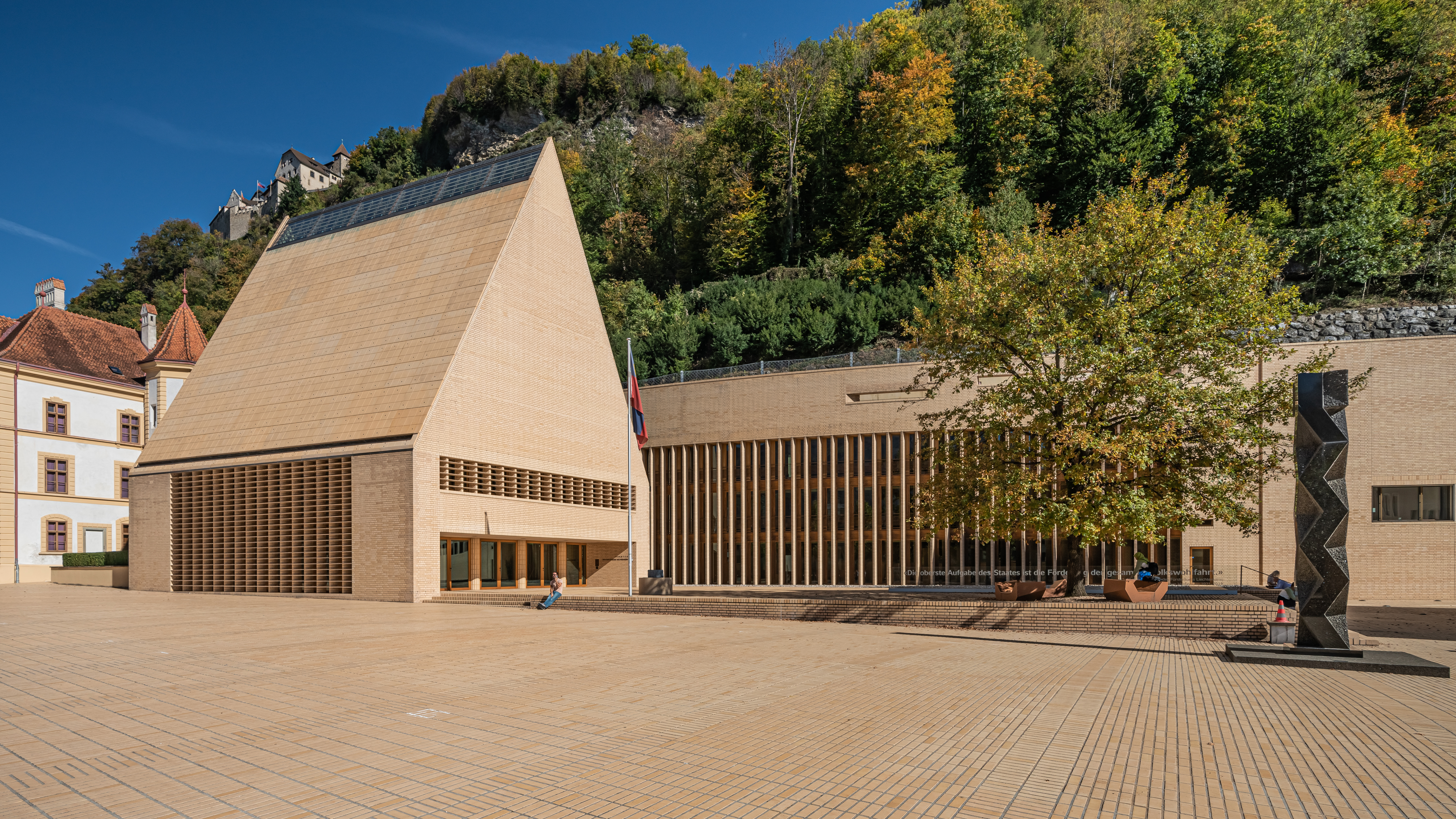
Gmach Parlamentu w Vaduz. W tle widoczny zamek – siedziba monarchy Liechtensteinu.

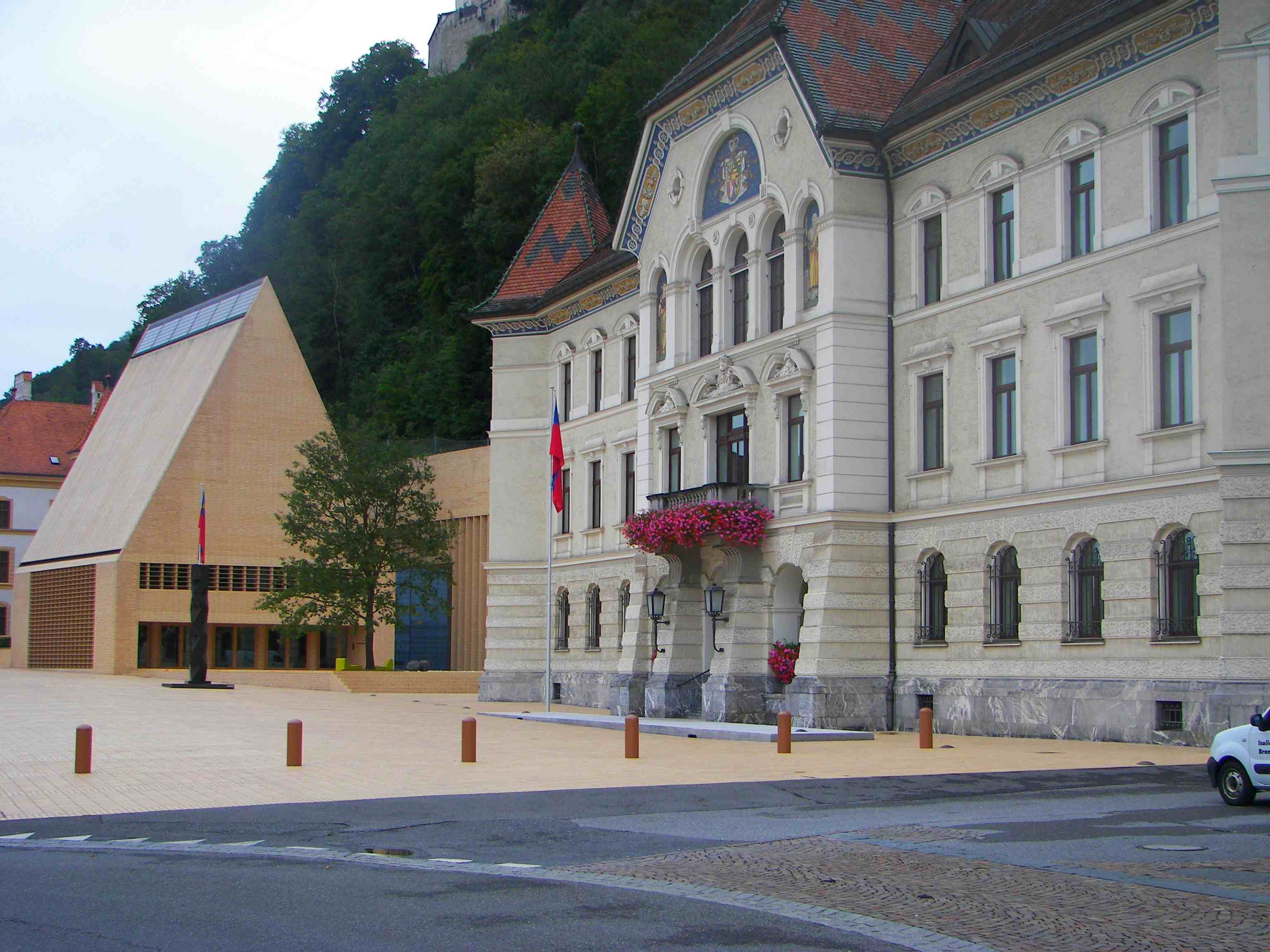
Na pierwszym planie siedziba Rządu Liechtensteinu – w tle gmach Landtagu

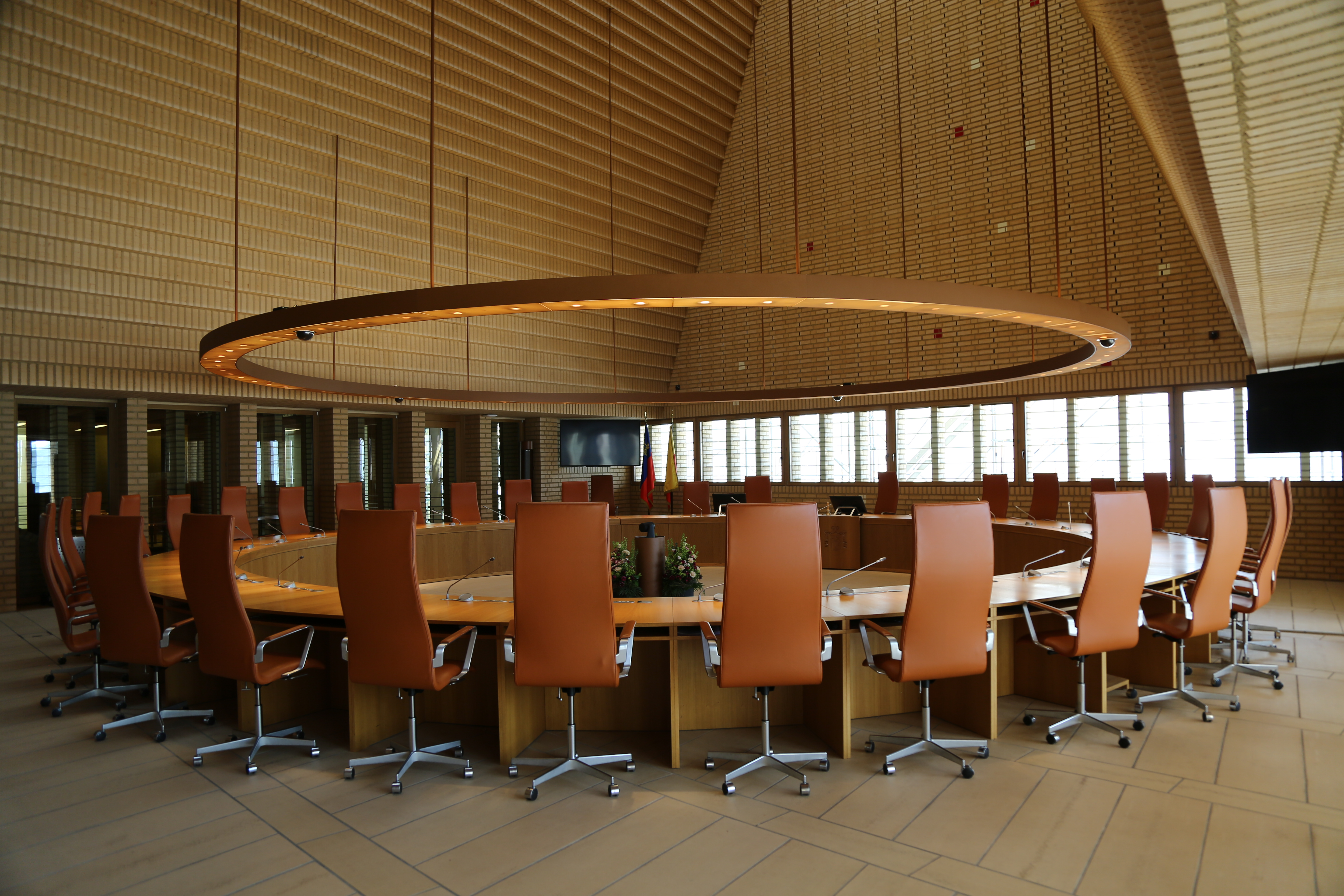
Sala plenarna w gmachu Landtagu w Vaduz

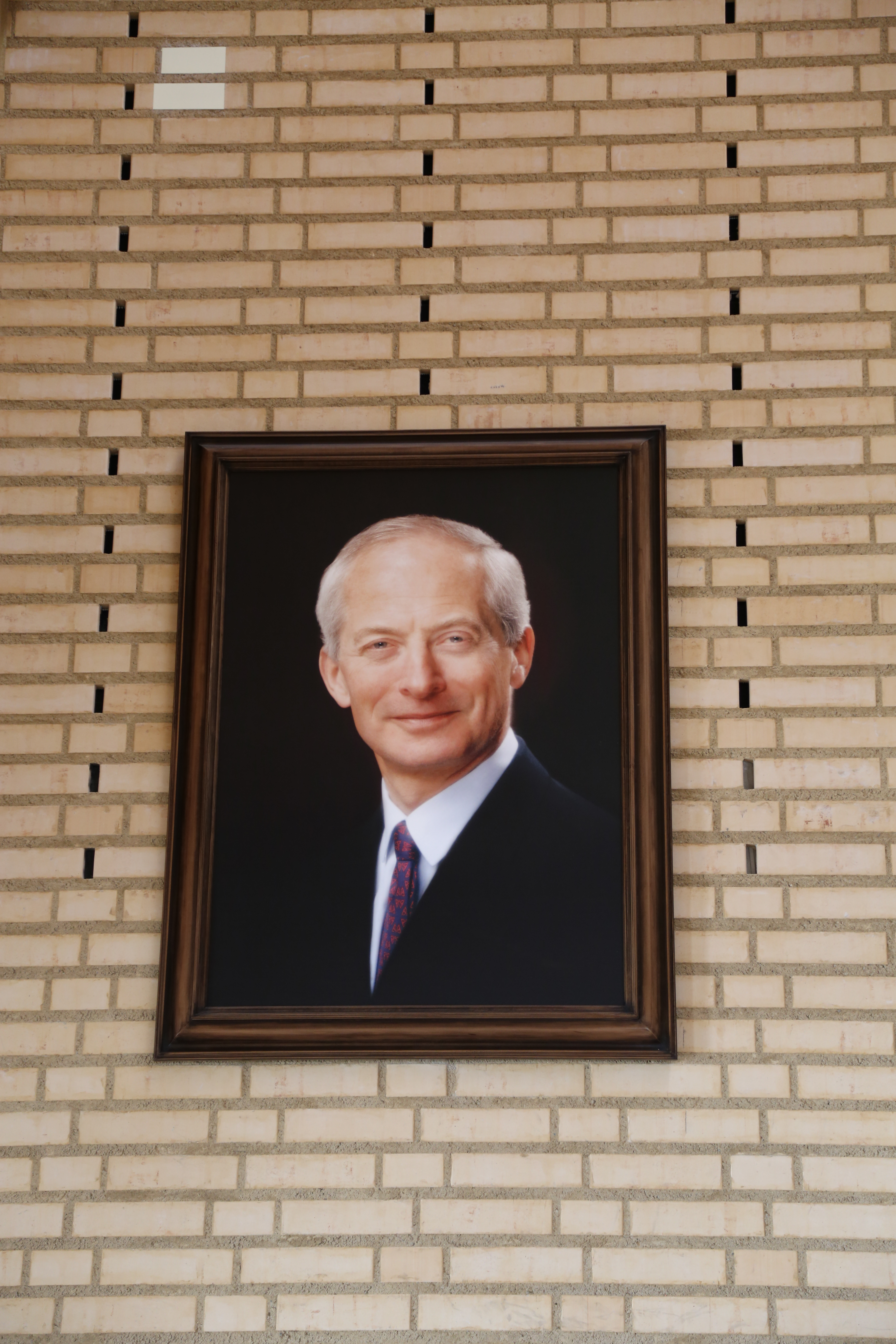
Portret księcia Jana Adama II Liechtensteina w sali plenarnej Landtagu

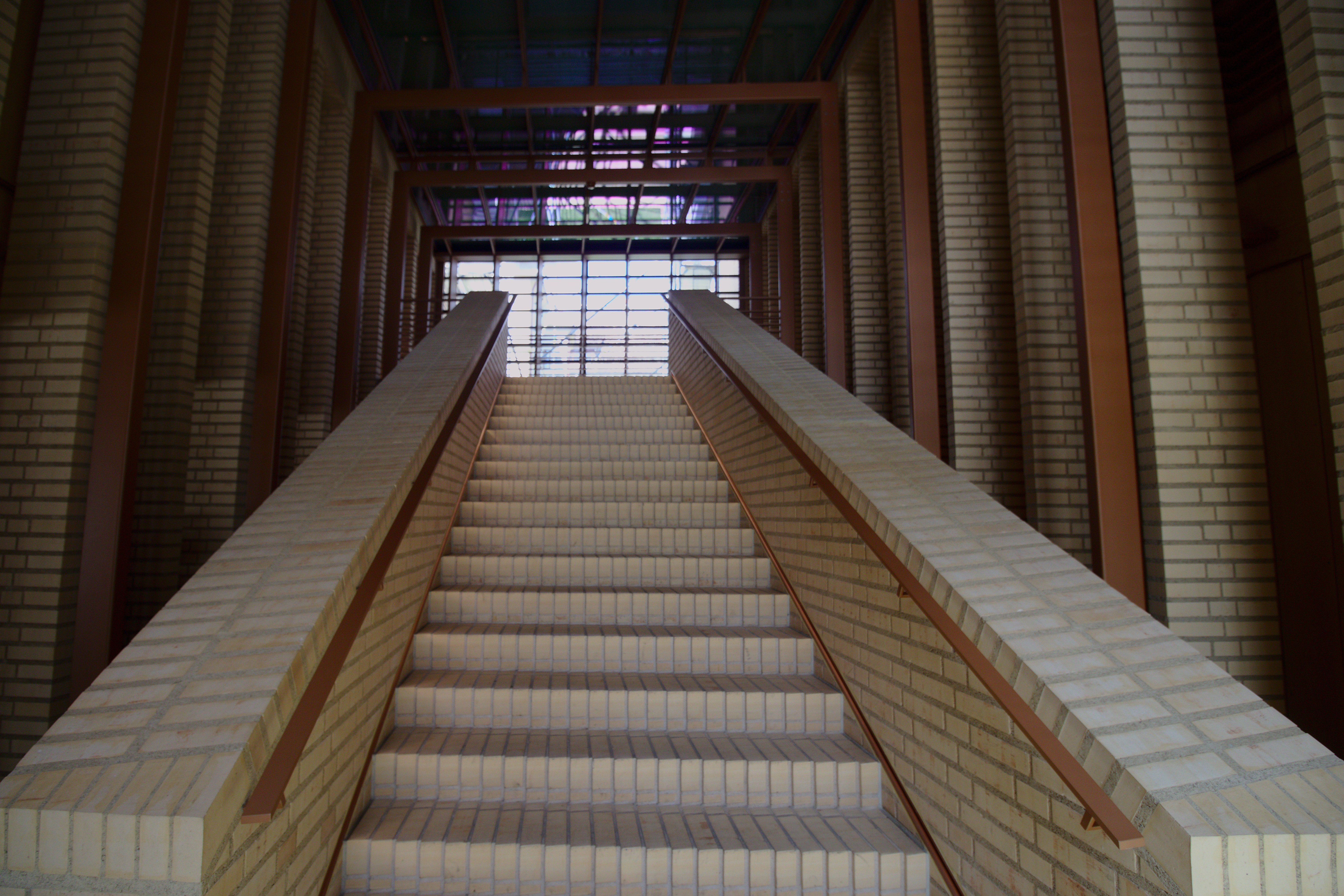
Schody prowadzące do sali plenarnej Landtagu

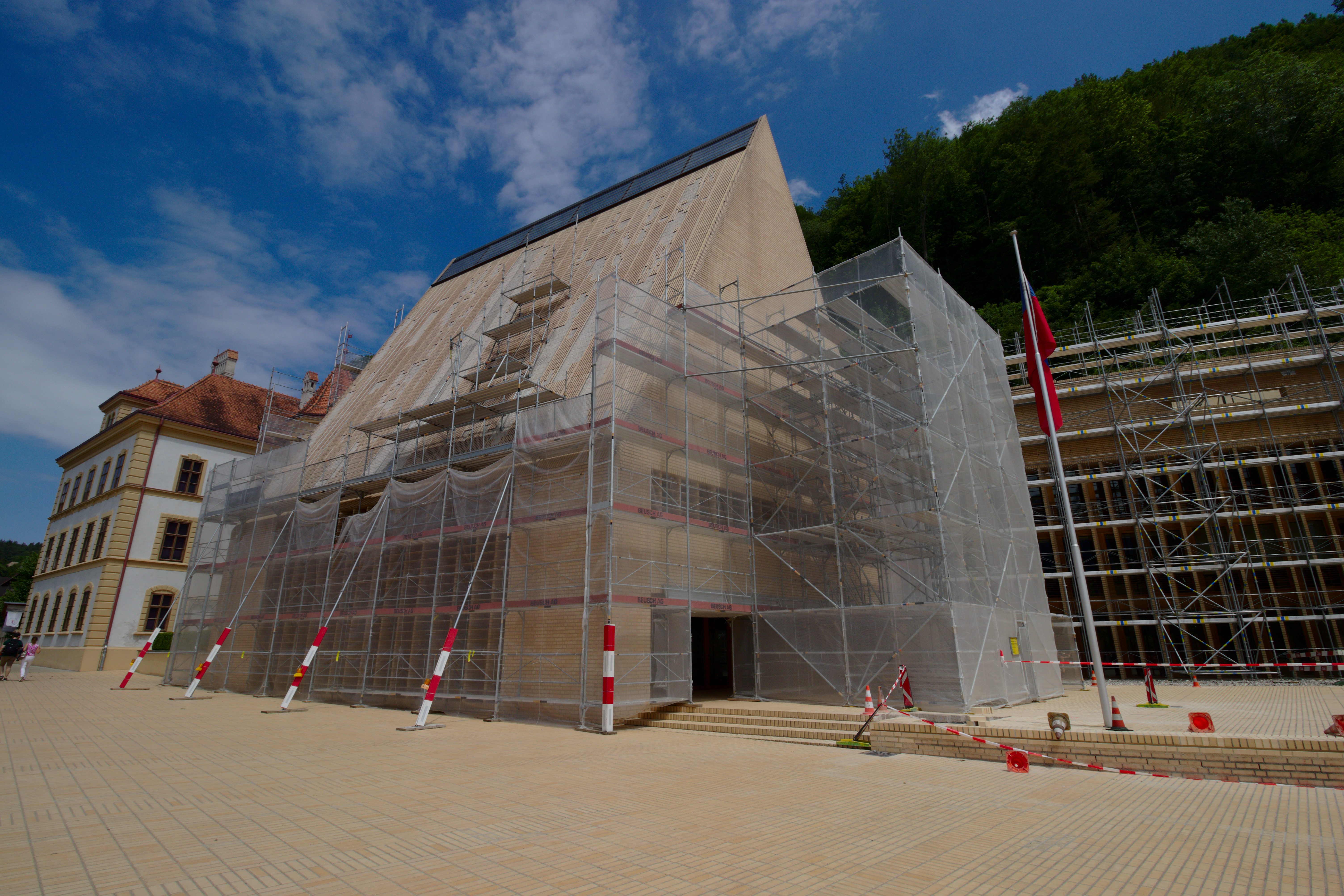
Budowa Landtagu

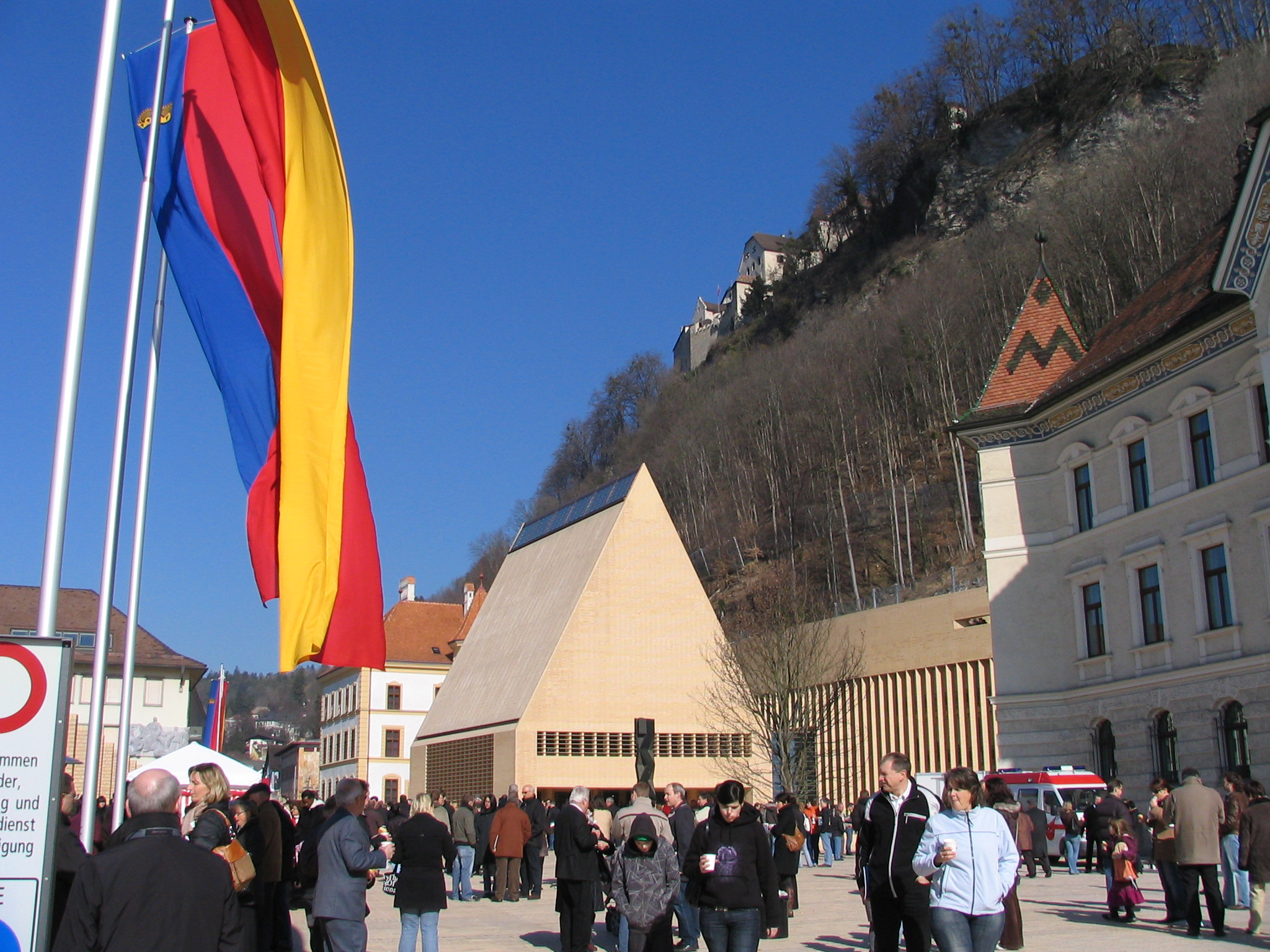
Gmach Landtagu w dniu otwarcia (2008 rok)

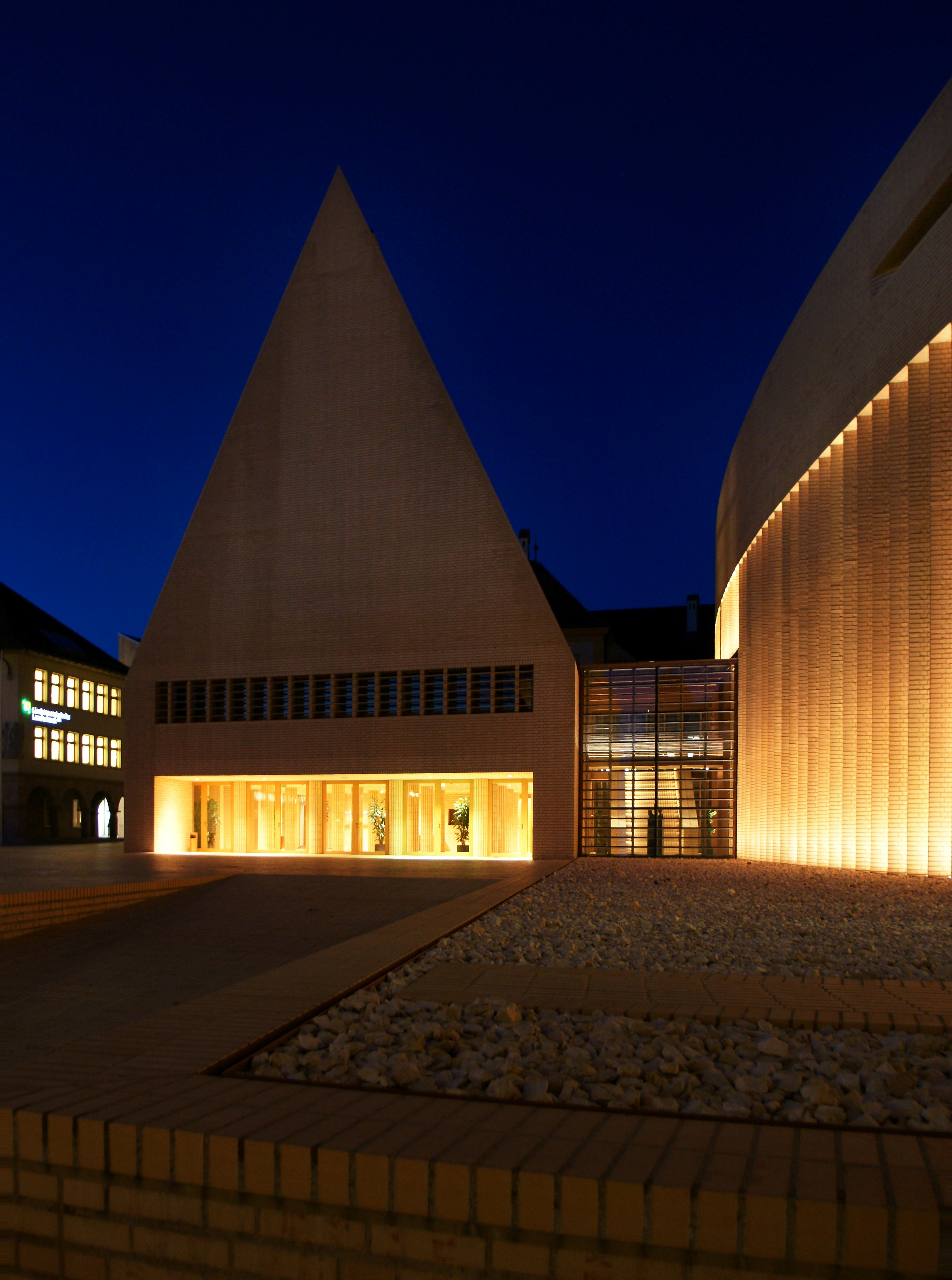
Gmach Landtagu oświetlony nocą

Landtag został powołany po raz pierwszy na mocy absolutystycznej konstytucji z 1818 roku. Parlament był zwoływany przez Księcia raz w roku w celu zatwierdzenia planów podatkowych monarchy, jednak w praktyce nie miał prawa odmowy. W jego skład wchodzili reprezentanci duchowieństwa i ziemiaństwa. Parlament nie posiadał jednakże legitymacji demokratycznej i pełnił funkcję fasadową wobec monarchy.
W wyniku rewolucji z 1848 roku Książę utworzył tymczasowy parlament, który został wybrany demokratycznie, jednak został on usunięty dekretem książęcym w 1850 roku. Ziarno reform zostało zasiane i po ponownym zwołaniu Landtagu w 1857 roku był bardziej aktywny i mocno naciskał na zmianę konstytucji.
W roku 1862 w wyniku reform przeprowadzonych przez księcia Jana II Dobrego (w tym zmiany konstytucji) powołany został Landtag, który był prawdziwym przedstawicielstwem narodu. Składał się z 15 deputowanych w tym 12 wybieranych przez obywateli za pośrednictwem elektorów oraz 3 powoływanych przez Księcia. Parlament uczestniczył w procesie ustawodawczym, a wszystkie ważniejsze umowy międzynarodowe wymagały jego potwierdzenia. Ponadto Landtag zyskał prawo do inicjatywy ustawodawczej i konstytucyjnej oraz funkcję kontroli nad administracją państwową i budżetem państwa.
Po wewnętrznym kryzysie finansowym i politycznym w Księstwie w roku 1878 utworzono podział na okręgi wyborcze: większy Oberland i mniejszy Unterland. Podział ten był wzorowany na historycznym podziale Księstwa, które powstało z połączenia dwóch majątków książąt Liechtenstein – Schellenberg i Vaduz. Wprowadzono również proporcję zgodnie, z którą wybierani byli posłowie – 7:5 na korzyść Oberlandu, a razem z deputowanymi wyznaczanymi przez monarchę − 9:6. Proporcja ta, mimo niesprawiedliwości zachowała się do 1988 roku.
W roku 1918 wprowadzono bezpośredniość wyboru 12 z 15 deputowanych. Przed wyborami w tym roku powstała pierwsza partia − Chrześcijańsko-Społeczna Partia Ludowa, która składała się ze zwolenników reform ustrojowych zgromadzonych wokół Wilhelma Becka. Wśród przeciwników reform zaczęło się kształtować ugrupowanie, które już po wyborach sformalizowało się jako Postępowa Partia Obywatelska.
Konstytucja z 1921 roku rozszerzyła kompetencje Landtagu − parlament wybierał członków rządu i miał kontrolę nad całością administracji państwowej, również nad organami władzy sądownicznej.
Podczas II wojny światowej w celu zapobiegnięcia przejęcia władzy przez nazistów podniesiono próg wyborczy do 18%, a dwa największe ugrupowania (FBP i VU) nawiązały koalicję, która przetrwała wiele lat po wojnie. Próg wyborczy nie został jednak obniżony po wojnie co stało się przyczyną sporu politycznego w latach 70. Ostatecznie w wyniku działań opozycji Trybunał Stanu w 1962 roku uznał próg za niezgodny z Konstytucją i zniósł go, zaś w 1973 roku wprowadzono do Konstytucji zapis o ośmioprocentowym progu wyborczym, który obowiązuje do dziś. W 1988 roku zwiększono liczbę deputowanych z 15 do 25 z proporcją 15:10 z przewagą Oberlandu.

## Organizacja prac i organy
Kompetencje i organizację Landtagu określa V Rozdział Konstytucji Liechtensteinu, który jest największy objętościowo z całej konstytucji, a także Regulamin Landtagu z 1996 roku.

### Zaprzysiężenie Landtagu
Pierwsze posiedzenie Landtagu jest zwoływane przez Księcia. Podczas posiedzenia inauguracyjnego deputowani Landtagu składają przysięgę o treści określonej w Konstytucji:

Ślubuję przestrzegać Konstytucji i obowiązujących ustaw oraz wspierać w Landtagu dobro państwa, bez jakichkolwiek ukrytych motywów, najlepszymi moimi zdolnościami i sumieniem, tak mi dopomóż Bóg!

### Zwoływanie i zamykanie posiedzeń
Posiedzenie inauguracyjne każdego roku w kadencji Landtagu zwołuje Książę, natomiast posiedzenia sesyjne w ciągu roku Przewodniczący Landtagu. Zazwyczaj rocznie odbywa się od 8 do 10 posiedzeń, które trwają średnio 1-3 dni. Ponadto monarcha ma prawo do zamknięcia posiedzenia Landtagu lub też jego całkowitego rozwiązania. Posiedzenia mogą zostać również zwołane w wyniku inicjatywy obywatelskiej (podpisy 1000 obywateli uprawnionych do głosowania lub wniosek złożony przez co najmniej 3 zgromadzenia gminne). Kiedy na tron wstępuje nowy monarcha, Landtag zbiera się na posiedzeniu specjalnym, aby przyjąć ślubowanie monarchy oraz złożyć mu hołd.

### Rozwiązanie Parlamentu
Parlament może zostać rozwiązany na wniosek Księcia, 1500 obywateli o czynnym prawie wyborczym lub 4 zgromadzeń gminnych. Po złożeniu wniosku przez obywateli lub władze lokalne Rząd jest zobowiązany do organizacji ogólnokrajowego referendum. Jeżeli Landtag zostanie rozwiązany, w ciągu 6 tygodni muszą odbyć się ponowne wybory parlamentarne. W historii Księstwa Parlament został rozwiązany siedmiokrotnie i za każdym razem wiązało się to z kryzysem politycznym.

### Deputowani
W skład Landtagu wchodzi 25 deputowanych wybieranych z dwóch okręgów wyborczych – 15 mandatów z Oberlandu oraz 10 mandatów z Unterlandu. Kadencja Landtagu trwa cztery lata. Wraz z posłami wybierani są ich zastępcy, którzy mogą zastąpić deputowanych w razie ich nieobecności.
Posłowie pełnią mandat wolny mają całkowitą swobodę wypowiedzi w Parlamencie i nie mogą być w związku z nimi pociągani do odpowiedzialności prawnej. Deputowanych Landtagu chroni immunitet, który nie pozwala na zatrzymanie posła w trakcie obrad Parlamentu bez zgody całego Landtagu. Deputowani otrzymują roczne uposażenie wysokości 20000 CHF.

### Grupy parlamentarne
Jeżeli komitet posiada co najmniej 3 posłów może stworzyć grupę parlamentarną (frakcję, niem. Fraktion), która ma prawo do reprezentacji w komisjach parlamentarnych, a także otrzymania własnego gabinetu.

### Przewodniczący Landtagu
W każdym roku na posiedzeniu inauguracyjnym wybierany jest Przewodniczący Landtagu (niem. Landtagspräsident) wraz z Wiceprzewodniczącym Landtagu, jednak niepisaną zasadą jest pełnienie tej funkcji przez całą czteroletnią kadencję Landtagu. Przewodniczący odpowiada za ustalenie porządku obrad ich zwoływanie i przewodniczenie im, a także reprezentację Landtagu na zewnątrz.
W ustaleniu porządku obrad przewodniczący jest wspierany przez Biuro Landtagu (niem. Landtagsbüro), w którego skład wchodzą Przewodniczący i Wiceprzewodniczący Landtagu, rzecznicy grup parlamentarnych (niem. Fraktionssprecher) a także Sekretarz Landtagu (niem. Schriftführer), pełniący funkcję doradczą.

### Komisje parlamentarne
Landtag jako organy pomocnicze powołuje komisje parlamentarne. Rozróżnia się komisje stałe wybierane co roku oraz komisje specjalne. Do komisji stałych należą: Komisja Kontroli (niem. Geschäftsprüfungkommission, GPK), Komisja Finansów (niem. Finanzkommission, FKO) oraz Komisja Spraw Zagranicznych (niem. Aussenpolitische Kommission, APK). Komisje stałe składają się z pięciu deputowanych, natomiast komisje specjalne z trzech deputowanych. Do komisji specjalnych należą m.in. Komisje Śledcze (niem. Parlamentarisch Untersuchungskommission, PUK) lub specjalne komisje orzekające czy prawa wprowadzane przez EOG wymagają potwierdzenia przez Landtag.

## Kompetencje i funkcje
Parlament Liechtensteinu stanowi reprezentację narodu i pełni cztery podstawowe funkcje: ustawodawczą, kontrolną, kreacyjna i artykulacyjną.

### Funkcja ustawodawcza i funkcja artykulacyjna
Landtag jest dawcą prawa w Liechtensteinie i musi uczestniczyć w każdej zmianie prawa lub przy wprowadzeniu nowego prawa. Dotyczy to również prawa międzynarodowego. Do podjęcia prac legislacyjnych w Parlamencie wymagane jest kworum, które wynosi 2/3 posłów, czyli 17 z 25 deputowanych.
Proponowaną ustawę Landtag rozpatruje w trzech czytaniach, podczas których przeprowadzana jest dyskusja oraz wprowadzane są poprawki. W ostatnim – trzecim czytaniu przeprowadzane jest głosowanie nad projektem. Zazwyczaj pisaniem projektów ustaw zajmuje się Rząd, gdyż dysponuje on odpowiednimi narzędziami prawnymi i to właśnie ten organ wprowadza zdecydowaną większość propozycji do Landtagu. Ustawy są przyjmowane zwykłą większością głosów (50% deputowanych + 1), z wyjątkiem poprawek w Konstytucji, kiedy wymagana jest większość kwalifikowana 75% głosów. Jednak żeby ustawa przyjęta przez Landtag, weszła w życie potrzebna jest kontrasygnata głowy państwa oraz szefa rządu. Jeżeli ustawa otrzyma zgodę od głowy państwa jest umieszczana w Dzienniku Ustaw Liechtensteinu, a w ciągu 8 dni wchodzi w życie.
Na wniosek 1000 obywateli lub 3 zgromadzeń gminnych władze mają obowiązek zorganizowania referendum w sprawie ustaw, będących tematem obrad Landtagu. Referendum jest również konieczne w sytuacji, gdy ustawa przewiduje jednorazowy wydatek powyżej 500 000 CHF.

### Funkcja kontrolna
Parlamentowi w Liechtensteinie przysługuje pełna kontrola nad administracją państwową w tym nad władzą sądowniczą. W celach kontrolnych Landtag powołuje komisje parlamentarne: stałe i specjalne.
Do stałych komisji parlamentarnych, czyli powoływanych corocznie, w których skład wchodzi pięciu deputowanych Landtagu, należą:
- Komisja Kontroli (niem. Geschäftsprüfungkommission, GPK), która sprawuje kontrolę nad działalnością urzędów administracji państwowej;
- Komisja Finansów (niem. Finanzkommission, FKO), która kontroluje i opiniuje budżety państwa, instytucji i stowarzyszeń prawa publicznego i przedsiębiorstw skarbu państwa[14], opiniuje również projekty kredytów i zapożyczeń, czy kupna i sprzedaży nieruchomości państwowych[1].
- Komisja Spraw Zagranicznych (niem. Aussenpolitische Kommission, APK), która opiniuje umowy międzynarodowe oraz współpracuje z Rządem w kwestiach kontaktów zewnętrznych[1].

Ponadto Landtag powołuje komisje specjalne, do których należą np. parlamentarne komisje śledcze (niem. Parlamentarisch Untersuchungskommission), do których zwołania potrzebna jest wniosek 1/4 deputowanych i które zajmują się wyjaśnianiem i dochodzeniem faktów w danej sprawie, czy komisje stwierdzające ważność wyborów (niem. Wahlprüfungskommission), powoływane w trakcie procesu wyborczego.
Innymi specjalnymi komisjami są gremia zajmujące się kontaktami z organizacjami międzynarodowymi, czyli delegacje, np. Komisja Parlamentarna ds. Jeziora Bodeńskiego albo Komisja ds. EOG i krajów EFTA.
Prawo do kontroli posiadają również pojedynczy deputowani, którzy mogą je realizować przez petycję, zapytanie lub interpelację.

### Funkcja kreacyjna
Landtag posiada funkcję kreowania innych organów konstytucyjnych – dotyczy to przede wszystkim Rządu – władzy wykonawczej oraz władzy sądowniczej.
Parlament ma znaczny udział we współtworzeniu Rządu, gdyż przy dużym zakresie kompetencji monarchy w tej kwestii nie posiada on instrumentów prawnych aby w procesie kreacyjnym pominąć Landtag. Na wniosek Landtagu głowa państwa powołuje szefa rządu oraz jego członków.
Liechtensteiński Parlament wybiera kandydatów na sędziów Trybunału Stanu oraz Krajowego Sądu Administracyjnego, jednak w tej kwestii to monarcha ma głos rozstrzygający.

## Wybory parlamentarne w Liechtensteinie
Wybory parlamentarne są organizowane w Liechtensteinie co cztery lata (z wyjątkiem sytuacji, gdy Landtag jest rozwiązany przed ukończeniem kadencji) i obywatele wybierają w nich 25 deputowanych do Parlamentu, w tym 15 z okręgu Oberland i 10 z okręgu Unterland, a wraz z nimi wybierani są zastępcy (jeden na komitet+kolejny na każdych 3 posłów).

### Ordynacja wyborcza
Wybory do Landtagu w Księstwie Liechtenstein są pięcioprzymiotnikowe, co określa art.46 Konstytucji Liechtensteinu − są tajne, bezpośrednie, powszechne, równe i proporcjonalne.
Czynne prawo wyborcze w Liechtensteinie posiadają obywatele zamieszkujący na stałe w Księstwie, którzy ukończyli 18. rok życia, a ich prawa nie są zawieszone, gdzie cenzus wiekowy dla kandydatów do Landtagu to 20 lat. Praw wyborczych pozbawione są: osoby, którym prawa te zawieszono na mocy wyroku sądowego lub uchwały; osoby ubezwłasnowolnione; osoby odbywające w trakcie wyborów karę pozbawienia wolności lub osoby skierowane do zakładów przejściowych, opiekuńczych i wychowawczych.
W Liechtensteinie udział w wyborach jest obowiązkowy. Liechtenstein słynie z dobrze działającego systemu tzw. wyborów korespondencyjnych (inaczej kopertowych, listowych). Głosowanie w ten sposób jest możliwe od wyborów w 2005 roku. Głosowanie korespondencyjne jest w tym kraju bardzo popularne i z roku na rok korzysta z niego coraz więcej ludzi. W ostatnich wyborach w 2021 roku w ten sposób zagłosowało 97,3% wyborców. Istnieje również możliwość zagłosowania osobiście w lokalu wyborczym jednak ten rodzaj głosowania wybiera zdecydowanie mniej obywateli (około 400 ludzi z 20000 wyborców). Karty do głosowania korespondencyjnego są dostarczane pocztą najpóźniej dwa tygodnie przed wyborami, są to karty imienne przypisane do konkretnego obywatela opatrzone pieczęcią. Każdy wyborca otrzymuje tyle kart wyborczych ile list zgłoszono do wyborów (inaczej mówiąc każda lista ma swoją kartę wyborczą).
Charakterystyczną cechą ordynacji wyborczej w Liechtensteinie jest tzw. głos panaszowany – oznacza to, że wyborca może dokonywać zmian na karcie do głosowania, a w konsekwencji ułożyć własną listę kandydatów. Przy tym rodzaju głosowania sposób zliczania głosów jest bardziej skomplikowany niż przy zwykłym głosowaniu. Podstawowe zasady zliczania głosów to, m.in.:
- Jeżeli na karcie do głosowania jest mniej osób niż liczba osób (np. w wyniku skreślenia) wybieranych w danym okręgu to brakujące głosy są przypisywane komitetowi, którego kartę wybrał wyborca.
- Jeżeli na karcie do głosowania jest więcej osób niż liczba osób wybieranych w danym okręgu to komitet skreśla głosy na kandydatów przewyższających limit w danym okręgu, zaczynając od dołu niezależnie od tego czy kandydaci są wydrukowani czy dopisani. Jeżeli na karcie to samo nazwisko pojawia się więcej niż raz liczy się tylko jeden głos na danego kandydata.
- Jeżeli na karcie skreślono nazwisko kandydata i zastąpiono je nazwiskiem kandydata z innej listy, to głosy skreślonych kandydatów trafiają na kandydatów zapisanych przez wyborcę i do odpowiednich komitetów, z których są kandydaci zapisani przez wyborcę.

Termin wyborów ogłasza Rząd na 4 tygodnie przed wyborami, zazwyczaj odbywają się one w pierwszym kwartale roku. W ciągu 14 dni od ogłoszenia terminu wyborów możliwe jest zgłaszanie kandydatur. Pod każdą listą kandydatów musi złożyć podpisy 30 obywateli z czynnym prawem wyborczym, aby lista mogła zostać dopuszczona do wyborów. Kandydat może wystartować tylko z jednej listy i tylko w tym okręgu, który stanowi jego stałe miejsce zamieszkania. Jeśli poseł zmieni miejsce zamieszkania w trakcie kadencji na drugi region oznacza to utratę przez niego mandatu.
Po zebraniu głosów i sporządzeniu protokołu, zawierającego wyniki głosowania komisje wyborcze z każdej z gmin wysyłają wyniki do komisji okręgowych (dla Unterlandu i Oberlandu), które weryfikują wyniki przesyłają protokoły do rządu, który następnie dokonuje ostatecznego podziału mandatów.
Miejsce w Landtagu przysługuję tylko listom, które przekroczyło próg wyborczy – 8%. Mandaty są przyznawane dwuetapowo. W pierwszym etapie przyznaje się tzw. mandaty podstawowe przy pomocy metody Hagenbacha-Bischoffa, a brakujące mandaty rozdysponowywuje się jako tzw. mandaty uzupełniające przy pomocy metody d'Hondta.

### Statystyki
Od kiedy w Liechtensteinie pojawiły się pierwsze partie (1918 roku − założenie dwóch pierwszych partii) w Liechtensteinie rozwinął się silny system dwupartyjny i przez pół wieku do Landtagu wchodziły tylko dwie partie, które do tej pory zajmują zdecydowaną większość miejsc w Landtagu – FBP i VU. Duopol na władzę udało się przełamać partii Wolna Lista dopiero w 1993 zdobywając 2 mandaty w Parlamencie. Obecnie w Landtagu znajdują się cztery ugrupowania – FBP i VU (koalicja rządząca) oraz FL i DPL (opozycja). Wyniki w wyborach według partii w latach 1945-2021 przedstawia poniższy wykres (źródło: K.Koźbiał):
Ostatnie wybory odbyły się 9 lutego 2025 roku i zwyciężyła je Unia Patriotyczna.

## Obecny skład
Wśród deputowanych Landtagu kadencji 2025-2029 znalazło się 10 posłów z Unii Patriotycznej, 7 z Postępowej Partii Obywatelskiej, 6 z partii Demokraten pro Liechtenstein i 2 z Wolnej Listy. Wśród nich znalazło się 8 kobiet i 17 mężczyzn, co oznacza, że kobiety stanowią 32% składu. Najstarszym wybranym został Erich Hasler z DpL (68 lat), zaś najmłodszym Lino Nägele z FBP (30 lat). Średnia wieku deputowanych w dniu ich wybrania wyniosła 47,7 lat, podczas gdy w poprzednich wyborach średnia wyniosła 49,6 lat.
| Skład Landtagu kadencji 2025-2029 (stan na 10 kwietnia 2025) | Skład Landtagu kadencji 2025-2029 (stan na 10 kwietnia 2025) | Skład Landtagu kadencji 2025-2029 (stan na 10 kwietnia 2025) | Skład Landtagu kadencji 2025-2029 (stan na 10 kwietnia 2025) |
| Deputowany                                                   | Partia                                                       | Okręg wyborczy                                               | Gmina                                                        |
| ------------------------------------------------------------ | ------------------------------------------------------------ | ------------------------------------------------------------ | ------------------------------------------------------------ |
| Kaufmann Manfred                                             | VU                                                           | Oberland                                                     | Balzers                                                      |
| Wenaweser Christoph                                          | VU                                                           | Oberland                                                     | Schaan                                                       |
| Bühler-Nigsch Dagmar                                         | VU                                                           | Oberland                                                     | Triesenberg                                                  |
| Vogt Thomas                                                  | VU                                                           | Oberland                                                     | Triesen                                                      |
| Schädler Roman                                               | VU                                                           | Oberland                                                     | Triesenberg                                                  |
| Heeb-Kindle Carmen                                           | VU                                                           | Oberland                                                     | Schellenberg                                                 |
| Öhri Stefan                                                  | VU                                                           | Unterland                                                    | Mauren                                                       |
| Hasler Dietmar                                               | VU                                                           | Unterland                                                    | Gamprin                                                      |
| Zimmermann Johannes                                          | VU                                                           | Unterland                                                    | Eschen                                                       |
| Cissé Tanja                                                  | VU                                                           | Unterland                                                    | Eschen                                                       |
| Gassner Sebastian                                            | FBP                                                          | Oberland                                                     | Triesenberg                                                  |
| Seger Daniel                                                 | FBP                                                          | Oberland                                                     | Vaduz                                                        |
| Salzgeber Daniel                                             | FBP                                                          | Oberland                                                     | Triesen                                                      |
| Petzold-Mähr Bettina                                         | FBP                                                          | Oberland                                                     | Planken                                                      |
| Kaiser Johannes                                              | FBP                                                          | Unterland                                                    | Schellenberg                                                 |
| Hoop Franziska                                               | FBP                                                          | Unterland                                                    | Ruggell                                                      |
| Nägele Lino                                                  | FBP                                                          | Unterland                                                    | Planken                                                      |
| Rehak Thomas                                                 | DpL                                                          | Oberland                                                     | Triesen                                                      |
| Kindle-Kühnis Marion                                         | DpL                                                          | Oberland                                                     | Triesen                                                      |
| Vogt Joachim                                                 | DpL                                                          | Oberland                                                     | Triesenberg                                                  |
| Seger Martin                                                 | DpL                                                          | Oberland                                                     | Schaan                                                       |
| Hasler Erich                                                 | DpL                                                          | Unterland                                                    | Eschen                                                       |
| Schächle Simon                                               | DpL                                                          | Unterland                                                    | Eschen                                                       |
| Haldner-Schierscher Manuela                                  | FL                                                           | Unterland                                                    | Schaan                                                       |
| Fausch Sandra                                                | FL                                                           | Unterland                                                    | Eschen                                                       |
| Zastępcy                                                     |                                                              |                                                              |                                                              |
| Gstöhl Markus                                                | VU                                                           | Oberland                                                     | Triesen                                                      |
| Risch Marc                                                   | VU                                                           | Oberland                                                     | Schaan                                                       |
| Wohlwend Mario                                               | VU                                                           | Unterland                                                    | Ruggell                                                      |
| Vogelsang Nadine                                             | FBP                                                          | Oberland                                                     | Schaan                                                       |
| Hasler Helmut                                                | FBP                                                          | Unterland                                                    | Bendern                                                      |
| Indra Oliver                                                 | DpL                                                          | Oberland                                                     | Vaduz                                                        |
| Elkuch Brigit                                                | DpL                                                          | Unterland                                                    | Nendeln                                                      |
| Risch Benjamin                                               | FL                                                           | Oberland                                                     | Schaan                                                       |
| Risch Patrick                                                | FL                                                           | Unterland                                                    | Schellenberg                                                 |

## Gmach Parlamentu

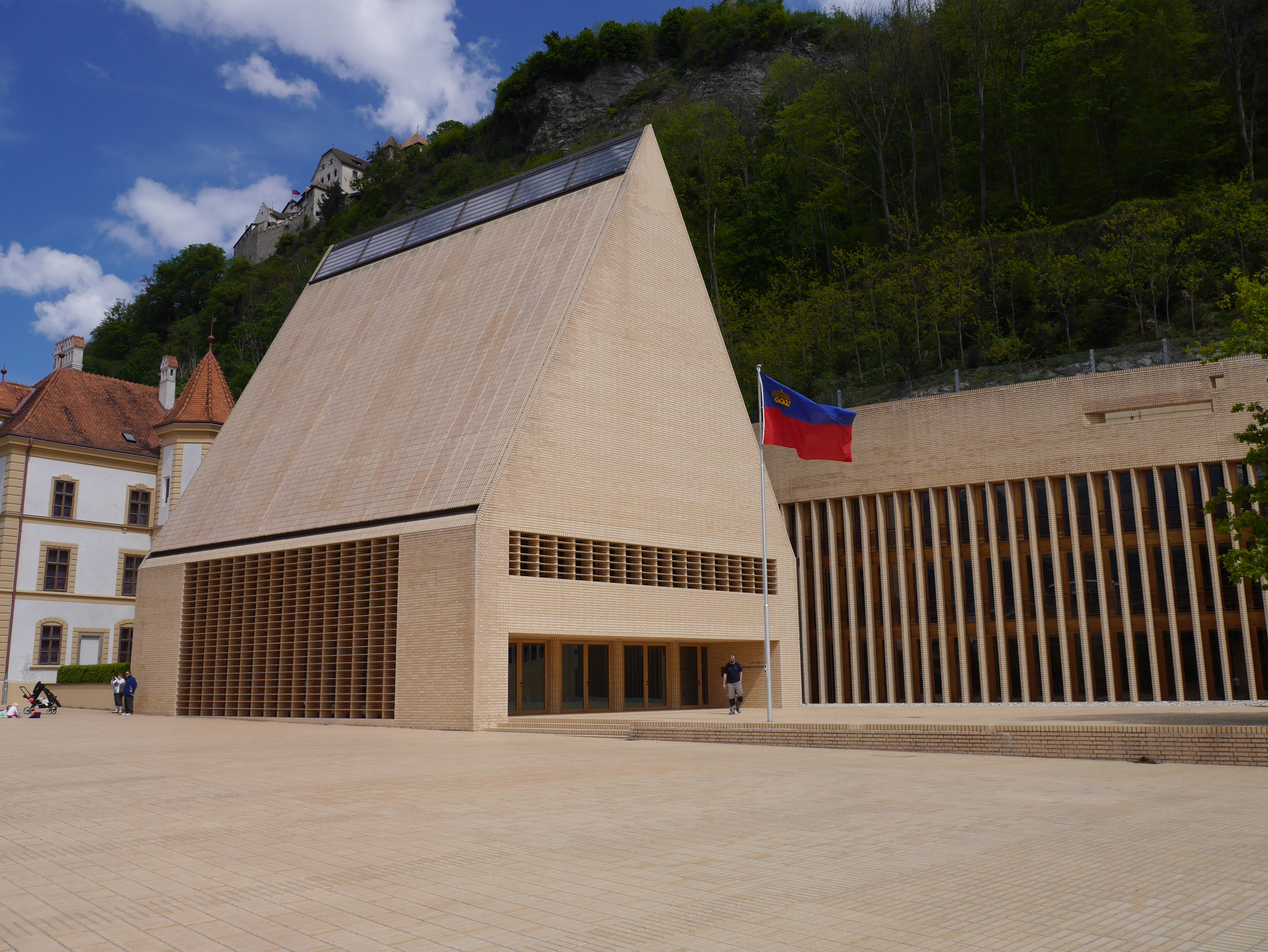
Gmach Landtagu w Vaduz

Siedziba Landtagu znajduje się przy placu Petera Kaisera w Vaduz w bezpośrednim sąsiedztwie siedziby Rządu. Gmach obejmuje dwa budynki: Langes Haus, w którym znajdują się kawiarnia, sala konferencyjna, biblioteka, archiwum, biura grup parlamentarnych i Przewodniczącego Landtagu; a także Hohes Haus, czyli charakterystyczny budynek o spadzistym dachu, w którym znajduje się sala plenarna Parlamentu.
Budowa budynku rozpoczęła się w 2002 roku, a jej łączny koszt to 42,2 mln CHF. Do budowy użyto ponad miliona cegieł klinkierowych, 600 ton stali i 5800 m³ betonu.
Architektem odpowiedzialnym za gmach Landtagu był Hansjörg Göritz z Monachium.